# Seven Seas of Rhye
"Seven Seas of Rhye" é uma canção da banda de rock britânica Queen. Composta pelo vocalista Freddie Mercury, é a faixa final em ambos os álbuns do grupo, Queen (1973) e seu seguimento Queen II (1974). No entanto, apenas uma versão com um instrumental menos elaborado aparece no álbum de estreia.
A canção foi lançada como single, e após a apresentação no Top of the Pops, tornou-se seu primeiro hit, chegando ao número 10 no UK Singles Chart.
A canção se tornou um dos favoritos ao vivo ao longo da existência de Queen. Ela apresenta uma introdução notável, tocada ao piano usando arpejos.
A versão de Queen II termina com um crossfade, onde instrumentos se misturam com várias pessoas cantando "I Do Like to Be Beside the Seaside". Esse final na última faixa de Queen II é repetido brevemente nos primeiros segundos de "Brighton Rock", que abre o álbum seguinte, Sheer Heart Attack.
Entrevistado por uma rádio em 1977, Freddie Mercury descreveu o tema da canção como um "produto de sua imaginação."

## Ficha técnica
Banda
- John Deacon - baixo
- Freddie Mercury - vocais, piano, composição
- Brian May - vocais de apoio, guitarra
- Roger Taylor - bateria e vocais de apoio